# Christian Lous Lange
Christian Lous Lange (født 17. september 1869 i Stavanger, død 11. december 1938 i Oslo) var en norsk historiker, underviser, politolog og fredspolitiker. 

## Baggrund og uddannelse
Lange stammede fra Stavanger, og hans farfar, Christian C.A. Lange var historiker og redaktør, mens hans far var oberst og ingeniør i militæret. Han tog eksamen artium i 1887 og studerede derpå filologi (historie, fransk og engelsk) ved universitetet i Kristiania; han blev cand.philol. i 1893, og han havde allerede mens hans studerede undervist på, hvad der svarer til gymnasieniveau. I 1919 blev Lange dr.phil. på en afhandling, der handlede om internationalismen og dens historie.

## Karriere
De følgende år studerede han videre i udlandet (Storbritannien og Frankrig), hvorpå han underviste på gymnasier i Oslo i en årrække. Sammen med Hans Schjødt fik han udgivet Lærebog i verdenshistorien (1904), den første af en række bøger, han skrev gennem sit liv. Politisk set var han venstremand, hvor han hørte til i den mere radikale side af partiet; efter unionsopløsningen gik han ind for, at Norge skulle blive republik. Da den Interparlimentariske Union holdt sit årlige møde i 1899, fandt det sted i Kristiania, og her var Lange sekretær. Dette gjorde han så godt, at da Stortinget året derpå oprettede nobelkomiteen for fredsprisen, blev han også sekretær der. Han arbejdede i mange år med komiteen, hvor han blandt andet skrev udtalelser om kandidaterne og rapporterede til Stortinget. Det var hans håb, at Nobelinstituttet skulle blive centralt i forskningen om fred og have uafhængige forskere tilknyttet til at behandle klager fra fx kolonier, der ikke var omfattet af folkeretten. Lange trak sig fra sekretærposten i nobelkomiteen i 1909 for i stedet at blive den første aflønnede generalsekretær for den Interparlamentariske Union. Dette medførte, at han flyttede til Bruxelles. Han fortsatte dog som rådgiver for nobelkomiteen til 1933, hvorpå han blev medlem af komiteen, hvor han sad til sin død.
Arbejdet i den Interparlamentariske Union var en hjertesag for Lange, og han afslog blandt andet i 1914 et tilbud fra statsminister Gunnar Knudsen om at blive udenrigsminister. Han måtte dog samme år vende tilbage til Norge som følge af udbruddet af første verdenskrig, hvorunder Belgien blev besat af tyske tropper. Krigen var et hårdt slag mod den Interparlamentariske Union, idet de krigsførende lande nu ikke længere støttede organisationen. Lange holdt dog unionen kørende med økonomisk støtte fra den norske regering samt Carnegiestiftelsen for International Fred. Efter krigen indkaldte Lange unionens råd til møde i Geneve i 1920, og året efter genoptog rådet traditionen fra før krigen med årligt møde, der ligeledes blev holdt i Geneve. Lange stod også bag flytningen af den Interparlamentariske Unions sekretariat til Geneve, hvor det dermed kom til at ligge tæt på det nyoprettede Folkeforbunds hovedkvarter.
Lange havde ud over sit arbejde i henholdsvis nobelkomiteen og i den Interparlamentariske Union deltaget i en række internationale aktiviteter, enten som privatperson eller som regeringsrepræsentant. Han var således teknisk medlem af den norske regerings delegation ved fredskonferencen i Haag 1907, og fra 1915 var han aktiv i en hollandsk oprettet fredsorganisation. Fra 1916 var han såkaldt specialkorrespondent for Carnegiestiftelsen for International Fred, og for denne organisation skrev han i en rapport om situationen i de krigsførende lande i 1917. Fra Folkeforbundets oprettelse og til sin død var Lange delegeret eller stedfortræder i dette forbund for Norge, og han var særdeles aktiv her.
Han var flere gange nomineret til Nobels fredspris for at holde gang i den Interparlamentariske Union, og i 1921 modtog han prisen, delt med den svenske statsminister Hjalmar Branting. Der var i Norge blandede reaktioner på denne hæder. Arbeiderpartiet, som ellers var ret kritisk over for Folkeforbundet og al borgerligt fredsarbejde, bifaldt prisen, mens højreorienterede kræfter var ret kritiske; således skrev avisen Tidens Tegn med sarkasme, at prisen var gået til en "sekretær". Skønt han i mange år boede udenlands, var Lange en flittig deltager i den norske politiske debat. Hans opfordringer til nedrustning i 1920'erne fik en tidligere norsk forsvarsminister til at beskylde ham for at være unational.

## Privatliv
I 1894 blev Christian Lange gift med Bertha Manthey, der var lærer. Parret fik fem børn, heriblandt politikerne Halvard og Carl Viggo Lange samt skolemanden August Lange.